# Chaetodon semilarvatus
Espèce
Statut de conservation UICN

 LC  : Préoccupation mineure
Le Poisson-papillon jaune masqué ou Chétodon à demi-masqué (Chaetodon semilarvatus) est une espèce de poissons de la famille des Chaetodontidae.

## Répartition
Cette espèce est endémique de la mer Rouge.